# Хіхья
Хіхья (араб. ههيا) — місто на півночі Єгипту, розташоване на території мухафази Еш-Шаркія.

## Географія
Місто знаходиться на південному заході мухафази, в південно-східній частині дельти Нілу, приблизно за 9 кілометрів північно-східніше від Заказіка, адміністративного центру провінції. Абсолютна висота — 19 метрів над рівнем моря.

## Демографія
За даними перепису 2006 року чисельність населення Хіхья становила 44 465 осіб.
Динаміка чисельності населення міста по роках:
| 1986   | 1996   | 2006   |
| ------ | ------ | ------ |
| 29 334 | 36 257 | 44 465 |

## Транспорт
Найближчий великий цивільний аеропорт — Міжнародний аеропорт Каїра.